# Luidia armata
Luidia armata is een kamster uit de familie Luidiidae.
De wetenschappelijke naam van de soort werd in 1905 gepubliceerd door Hubert Ludwig.